# 魯德尼亞-列夫基夫西卡
51°5′55″N 29°45′48″E / 51.09861°N 29.76333°E
魯德尼亞-萊夫基夫斯卡（烏克蘭語：Рудня-Левківська）是位於烏克蘭北部的村莊，由基辅州维什霍罗德区的伊萬基夫市鎮負責管轄。該村始建於1600年，面積0.9平方公里，海拔高度129米，2001年人口147，人口密度每平方公里163.3人。